# مايك كوك (لاعب كرة قاعدة)
مايك كوك (بالإنجليزية: Mike Cook)‏ هو لاعب كرة قاعدة أمريكي، ولد في 14 أغسطس 1963 في تشارلستون في الولايات المتحدة.

## وصلات خارجية
- مايك كوك على موقعبيزبول رفرنس.كوم (الدوري الرئيسي) (الإنجليزية)
- مايك كوك على موقعبيزبول رفرنس.كوم (الدوري الثانوي) (الإنجليزية)
- مايك كوك على موقع مشجعي الرسوم البيانية (الإنجليزية)